# Першина, Ирина Николаевна
Ирина Николаевна Першина (род. 23 марта 1971, СССР) — российская футболистка, выступавшая на позиции вратарь.
С 1989 по 1992 год выступала за команду «Шагала» (Гурьев).
Приглашена в «ЦСК ВВС» в 1993 году третьим вратарём (к вратарям: Подойнициной и Сухан).
К Чемпионату 1994 года принято решение не держать третьего вратаря (к вратарям: Петько и Подойнициной) и Ирина отдана в аренду в тольяттинскую «Ладу», которому помогла в дебютном сезоне занять шестое место в Чемпионате, но помочь выйти в финал Кубка России не смогла: пропустив гол на 75 минуте домашнего матча ½ финала от воронежской «Энергия» (0:1).
В Чемпионате 1995 года возвращена из аренды и провела за «ЦСК ВВС» в Чемпионате 5 матчей, выходя на замену, том числе четыре матча отстояла на «ноль» и один матч (½ финала против «Калужанка») на «ноль» в Кубке России.
В Чемпионате 1996 года была заявлена за «ЦСК ВВС-2»

## Достижения
Чемпионат России по футболу среди женщин
- Чемпион России (1): 1993
- Вице—чемпион России (1): 1995

Кубок России по футболу среди женщин:
- Финалист Кубка (1): 1995